# Martigny (Seine-Maritime)
Martigny település Franciaországban, Seine-Maritime megyében. Lakosainak száma 409 fő (2022. január 1.). Martigny Arques-la-Bataille, Aubermesnil-Beaumais, Le Bois-Robert, Saint-Aubin-le-Cauf és Saint-Germain-d’Étables községekkel határos.

## Népesség
A település népességének változása:
| Lakosok száma | 459  | 446  | 452  | 439  | 432  | 426  | 419  | 415  | 409  |
|               | 2013 | 2015 | 2016 | 2017 | 2018 | 2019 | 2020 | 2021 | 2022 |